# 阿盧米內河

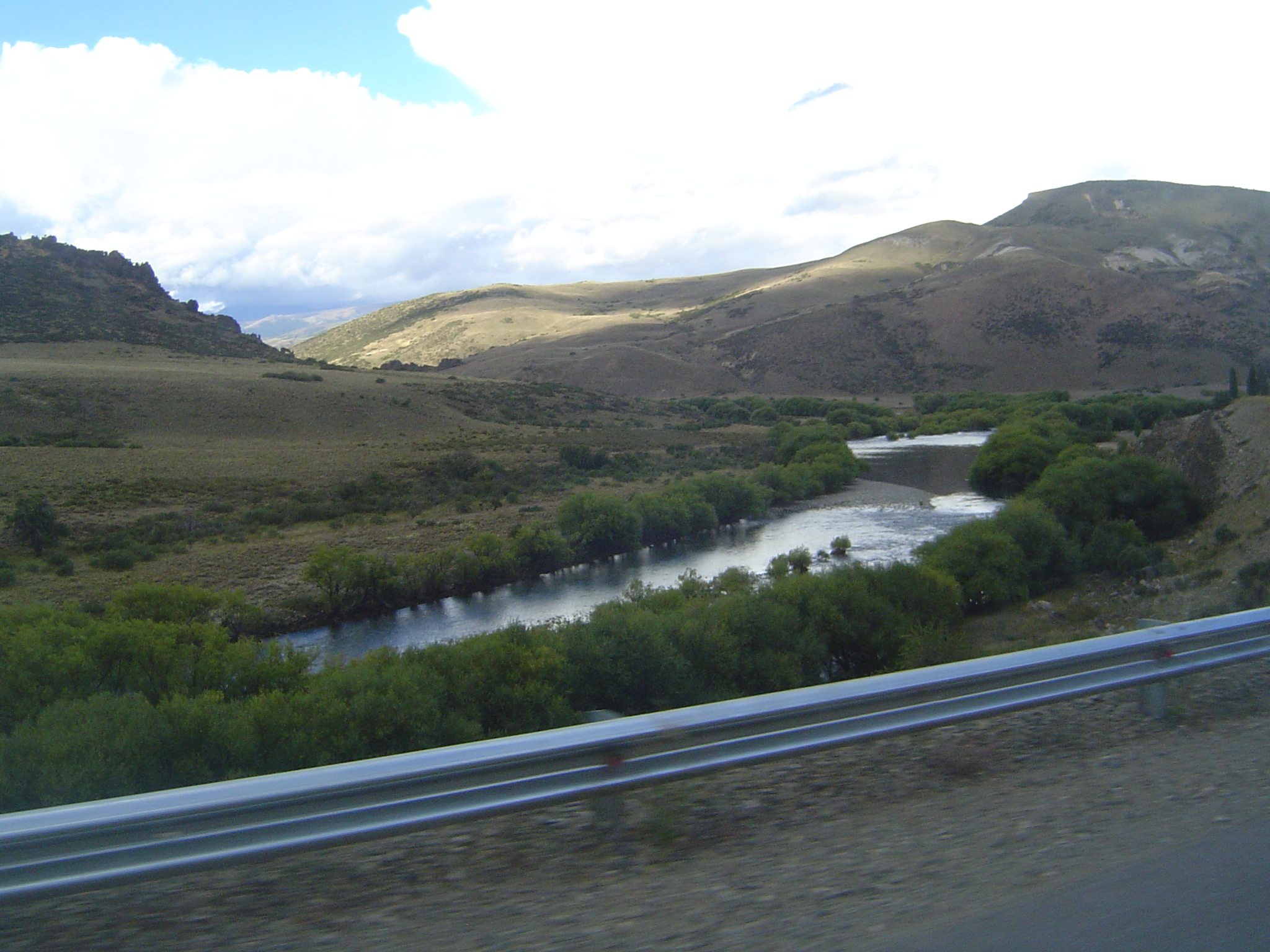
阿盧米內河

阿盧米內河（西班牙語：Río Aluminé）是阿根廷的河流，位於內烏肯省，發源自阿盧米內附近的阿盧米內湖，河道全長約170公里，屬於科永庫拉河的一部分。

## 外部連結
- GEOnet Names Server （页面存档备份，存于）

39°05′18″S 70°57′30″W / 39.08833°S 70.95833°W